# Letícia Ribeiro
Letícia Ribeiro dos Santos, née le 24 février 1979 à Rio de Janeiro (Brésil), est une pratiquante de jiu-jitsu brésilien ayant remporté de multiples titres mondiaux.

## Titres en jiu-jitsu brésilien
- 2000 : Championne du monde poids plumes[1]
- 2009 : Championne du monde poids plumes légers[2]
- 2011 : Championne du monde poids plumes légers[3]
- 2012 : Championne du monde poids plumes légers[4]